# Поджо-Імперіале
Поджо-Імперіале (італ. Poggio Imperiale) — муніципалітет в Італії, у регіоні Апулія,  провінція Фоджа.
Поджо-Імперіале розташоване на відстані близько 240 км на схід від Рима, 150 км на північний захід від Барі, 45 км на північний захід від Фоджі.
Населення — 2750 осіб (2014).
Щорічний фестиваль відбувається 5 жовтня. Покровитель — San Placido Martire.

## Демографія
Населення за роками:

Станом на 1 січня 2023 року в муніципалітеті офіційно проживало 335 іноземців з 27 країн, серед них 123 громадяни країн Євросоюзу та 3 громадяни України.

## Сусідні муніципалітети
- Апричена
- Лезіна
- Сан-Паоло-ді-Чивітате
- Сан-Нікандро-Гарганіко